# 어거스틴 부아치 (2000년)

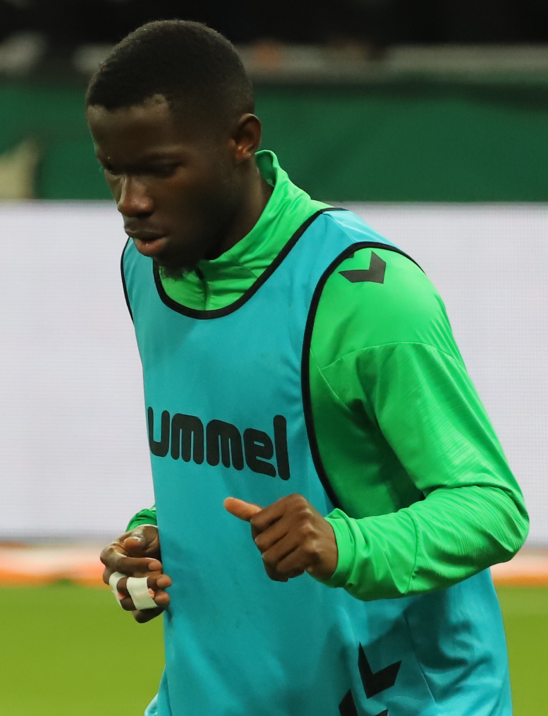

어거스틴 부아치(Augustine Boakye, 2000년 11월 3일~)는 가나의 축구 선수이다.